# Кузьмин-Караваев, Борис Александрович
Борис Александрович Кузьмин-Караваев (4 января 1857 — 10 мая 1920) — генерал-майор Российской императорской армии. Участник русско-турецкой, русско-японской и Первой мировой войн. Кавалер Георгиевского оружия (1916) и восьми орденов.

## Биография
Родился 4 января 1857 года. По вероисповеданию был православным. Окончил 2-ю Московскую военную гимназию.
10 августа 1874 года вступил на службу в Российскую императорскую армию. В 1876 году окончил Николаевское кавалерийское училище, откуда был выпущен со старшинством в чине прапорщика в лейб-гвардии Конно-гренадерский полк. 10 августа 1876 года получил старшинство в чине поручика.
Принял участие в русско-турецкой войне 1877—1878 годов. 20 января 1881 года получил старшинство в чине штабс-капитана. 5 февраля 1889 года получил старшинство в чине ротмистра. В течение восьми лет был командиром эскадрона. 26 февраля 1898 года получил старшинство в чине подполковника.
Участвовал в русско-японской войне 1904—1905 годов, во время войны был контужен. В 1905 году «за отличие» получил чин полковника, со старшинством с 13 июня 1904 года. Окончил Офицерскую кавалерийскую школу «успешно». С 3 октября 1906 года по 30 августа 1912 года был командиром 10-го уланского Одесского полка. В 1912 году «за отличие» был произведён в генерал-майоры, со старшинством с 30 августа этого года. С 30 августа 1912 года по 8 сентября 1913 года был командиром 2-й бригады 12-й кавалерийской дивизии. С 8 сентября 1913 года по 17 июня 1916 года был командиром 1-й бригады в той же дивизии.
Участвовал в Первой мировой войне. В ноябре 1916 года находился в том же чине и в той же должности. 17 июня 1916 года был отчислен по состоянию здоровья в резерв чинов при штабе Киевского военного округа.
Скончался 10 мая 1920 года в Одессе от инсульта. 12 мая был отпет в кафедральном Преображенском соборе Одессы и похоронен на Втором Христианском кладбище Одессы.

## Награды
Борис Александрович Кузьмин-Караваев был удостоен следующих наград:
- Георгиевское оружие (Высочайший приказ от 8 ноября 1916);
- Орден Святого Владимира 2-й степени с мечами (Высочайший приказ от 3 марта 1915);
- Орден Святого Владимира 3-й степени (1908);
- Орден Святой Анны 1-й степени с мечами (Высочайший приказ от 5 декабря 1914);
- Орден Святой Анны 2-й степени (1896); мечи к ордену (1905);
- Орден Святой Анны 4-й степени (1878);
- Орден Святого Станислава 1-й степени (1913);
- Орден Святого Станислава 2-й степени (1894); мечи к ордену (1907);
- Орден Святого Станислава 3-й степени с мечами и бантом (1878).